# Стур-фьорд (Шпицберген)
Стур-фьорд (норв. Storfjorden — «большой фьорд») — пролив, отделяющий остров Западный Шпицберген на западе от островов Баренца и Эдж на востоке (архипелаг Шпицберген, Норвегия).
Длина пролива составляет 132 км. Даже в летний период Стур-фьорд может быть наполнен дрейфующими льдинами.